# Пляж (фильм, 1954)
«Пляж» (итал. La spiaggia) — итальянский комедийный фильм 1954 года, снятый режиссёром Альберто Латтуада. Картина повествует о похождениях бывшей проститутки на лигурийском курорте, где она сталкивается с социальными предубеждениями, когда её тайна становится достоянием общественности. На фильм и режиссёра ополчились критики и публика из-за наличия сцен с обнажённой женской натурой. Латтуада вынужден был урезать некоторые сцены по требованию цензоров, с которыми у него с тех пор сложились очень напряжённые отношения. Кроме того, в фильме высмеиваются общество и его ложные ценности, из-за чего многие критики консервативных взглядов приписывали режиссёру попытку оправдать коммунизм (коммунистом в фильме является положительный герой Рафа Валлоне) и подорвать общественные устои.
Фильм снят в цвете на плёнке Ferraniacolor, из цветовой гаммы режиссёр сознательно исключил красный цвет, оставив преимущественно бледные цвета. Небольшую роль в фильме исполнил будущий знаменитый режиссёр Марко Феррери. Фильм входит в «сотню итальянских фильмов, изменивших коллективную память нации в 1942—1972 годах» (ит.).

## Сюжет
Анна Мария, привлекательная и элегантная женщина тридцати лет, вместе с маленькой дочкой отправляется к морю в небольшой городок Понторно на ривьере. Анна Мария — бывшая проститутка, но этот факт она ото всех скрывает и выдаёт себя за вдову. На курорте она заводит новых друзей среди отдыхающих богатеев, за неё начинает ухаживать мэр городка Сильвио. Однако один из бывших клиентов узнаёт Анну Марию и предаёт огласке её секрет. Женщина становится изгоем, прежние друзья отворачиваются от неё.

## В ролях
- Мартин Кароль — Анна Мария Менторси
- Раф Валлоне — Сильвио, мэр Понторно
- Марио Каротенуто — Карло Альберточчи
- Карло Бьянко — Кьястрино, миллионер
- Клелия Матания — жена Альберточчи
- Карло Романо — Луиджи
- Валерия Морикони — Гуги
- Марко Феррери — курящий толстяк (в титрах не значится)
- Нико Пепе — тощий курильщик
- Мара Берни — синьора Марини